# Női kajak négyes 500 méter az 1992. évi nyári olimpiai játékokon
Az 1992. évi nyári olimpiai játékokon a kajak-kenu női kajak négyes 500 méteres versenyszámát augusztus 4. és 8. között rendezték Castelldefels-ben.

## Versenynaptár
| Dátum                         | Forduló  |
| ----------------------------- | -------- |
| 1992. augusztus 4., kedd      | Előfutam |
| 1992. augusztus 6., csütörtök | Elődöntő |
| 1992. augusztus 8., szombat   | Döntő    |

## Eredmények
Az időeredmények másodpercben értendők. A rövidítések jelentése a következő:
- Q: továbbjutás helyezés alapján
- q: továbbjutás időeredmény alapján

### Előfutamok
Az előfutamokból az első két helyezett automatikusan a döntőbe jutott, a többiek az elődöntőbe kerültek.
| Helyezés | Név | Nemzet                  | Idő      | Mj       |
| 1. futam | 1. futam | 1. futam                | 1. futam | 1. futam |
| -------- | --- | ----------------------- | -------- | -------- |
| 1.       | Ven Jen-fang (Wen Yanfang) Csao Hsziao-li (Zhao Xiaoli) Ning Meng-hua (Ning Menghua) Vang Csing (Wang Jing) | Kína (CHN)              | 1:36,15  | Q        |
| 2.       | Sheila Conover Alexandra Harbold Cathy Marino-Geers Traci Phillips                                          | Egyesült Államok (USA)  | 1:36,74  | Q        |
| 3.       | Sanda Toma Claudia Nicula Carmen Simion Viorica Iordache                                                    | Románia (ROU)           | 1:36,82  |          |
| 4.       | Annacatia Casagrande Amalia Calzavara Chiara Dal Santo Lucia Micheli                                        | Olaszország (ITA)       | 1:38,82  |          |
| 5.       | Françoise Lasak Bernadette Brégeon-Hettich Isabelle Boulogne Anne Michaut                                   | Franciaország (FRA)     | 1:39,27  |          |
| 6.       | Anna Cox-Wood Denise Cooper Lynda Lehmann Gayle Mayes                                                       | Ausztrália (AUS)        | 1:39,32  |          |
| 7.       | Pavlína Jobánková Jitka Janáčková Vladimíra Havelková Ivana Vokurková                                       | Csehszlovákia (TCH)     | 1:40,57  |          |
| 8.       | Bonka Pindzseva Marija Kicsukova Kinka Racseva Tanya Georgieva                                              | Bulgária (BUL)          | 1:45,39  |          |
| 2. futam | |                         |          |          |
| 1.       | Dónusz Éva Czigány Kinga Mészáros Erika Kőbán Rita                                                          | Magyarország (HUN)      | 1:32,94  | Q        |
| 2.       | Anna Olsson Maria Haglund Susanne Rosenqvist Agneta Andersson                                               | Svédország (SWE)        | 1:33,25  | Q        |
| 3.       | Katrin Borchert Birgit Fischer-Schmidt Anke Nothnagel Ramona Portwich                                       | Németország (GER)       | 1:34,13  |          |
| 4.       | Caroline Brunet Alison Herst Klara MacAskill Kevyn Stafford                                                 | Kanada (CAN)            | 1:36,34  |          |
| 5.       | Irina Samoylova Galina Savenko Irina Salomykova-Vaag Olga Tyiscsenko                                        | Egyesített Csapat (EUN) | 1:38,25  |          |
| 6.       | Belén Sánchez Joaquina Costa Luisa Álvárez Ana María Penas                                                  | Spanyolország (ESP)     | 1:38,72  |          |
| 7.       | Hilary Dresser Andrea Dallaway Alison Thorogood Sandra Troop                                                | Nagy-Britannia (GBR)    | 1:40,22  |          |
| 8.       | Hege Brannsten Nina Bergsvik Tone Rasmussen Ingeborg Rasmussen                                              | Norvégia (NOR)          | 1:40,53  |          |

### Elődöntő
Az elődöntő futamaiból az első két helyezett, valamint a legjobb időt elérő harmadik helyezett jutott a döntőbe.
| Helyezés | Név                                                                       | Nemzet                  | Idő      | Mj       |
| 1. futam | 1. futam                                                                  | 1. futam                | 1. futam | 1. futam |
| -------- | ------------------------------------------------------------------------- | ----------------------- | -------- | -------- |
| 1.       | Katrin Borchert Birgit Fischer-Schmidt Anke Nothnagel Ramona Portwich     | Németország (GER)       | 1:37,48  | Q        |
| 2.       | Irina Samoylova Galina Savenko Irina Salomykova-Vaag Olga Tyiscsenko      | Egyesített Csapat (EUN) | 1:38,56  | Q        |
| 3.       | Anna Cox-Wood Denise Cooper Lynda Lehmann Gayle Mayes                     | Ausztrália (AUS)        | 1:39,81  | q        |
| 4.       | Annacatia Casagrande Amalia Calzavara Chiara Dal Santo Lucia Micheli      | Olaszország (ITA)       | 1:41,08  |          |
| 5.       | Hilary Dresser Andrea Dallaway Alison Thorogood Sandra Troop              | Nagy-Britannia (GBR)    | 1:41,24  |          |
| 6.       | Bonka Pindzseva Marija Kicsukova Kinka Racseva Tanya Georgieva            | Bulgária (BUL)          | 1:45,90  |          |
| 2. futam |                                                                           |                         |          |          |
| 1.       | Caroline Brunet Alison Herst Klara MacAskill Kevyn Stafford               | Kanada (CAN)            | 1:37,86  | Q        |
| 2.       | Sanda Toma Claudia Nicula Carmen Simion Viorica Iordache                  | Románia (ROU)           | 1:38,21  | Q        |
| 3.       | Pavlína Jobánková Jitka Janáčková Vladimíra Havelková Ivana Vokurková     | Csehszlovákia (TCH)     | 1:40,12  |          |
| 4.       | Belén Sánchez Joaquina Costa Luisa Álvárez Ana María Penas                | Spanyolország (ESP)     | 1:40,17  |          |
| 5.       | Françoise Lasak Bernadette Brégeon-Hettich Isabelle Boulogne Anne Michaut | Franciaország (FRA)     | 1:41,83  |          |
| 6.       | Hege Brannsten Nina Bergsvik Tone Rasmussen Ingeborg Rasmussen            | Norvégia (NOR)          | 1:41,88  |          |

### Döntő
| Helyezés | Név | Nemzet                  | Idő     | Mj |
| -------- | --- | ----------------------- | ------- | -- |
| Arany    | Dónusz Éva Czigány Kinga Mészáros Erika Kőbán Rita                                                          | Magyarország (HUN)      | 1:38,32 |    |
| Ezüst    | Katrin Borchert Birgit Fischer-Schmidt Anke Nothnagel Ramona Portwich                                       | Németország (GER)       | 1:38,47 |    |
| Bronz    | Anna Olsson Maria Haglund Susanne Rosenqvist Agneta Andersson                                               | Svédország (SWE)        | 1:39,79 |    |
| 4.       | Sanda Toma Claudia Nicula Carmen Simion Viorica Iordache                                                    | Románia (ROU)           | 1:41,02 |    |
| 5.       | Ven Jen-fang (Wen Yanfang) Csao Hsziao-li (Zhao Xiaoli) Ning Meng-hua (Ning Menghua) Vang Csing (Wang Jing) | Kína (CHN)              | 1:41,12 |    |
| 6.       | Caroline Brunet Alison Herst Klara MacAskill Kevyn Stafford                                                 | Kanada (CAN)            | 1:42,28 |    |
| 7.       | Sheila Conover Alexandra Harbold Cathy Marino-Geers Traci Phillips                                          | Egyesült Államok (USA)  | 1:43,00 |    |
| 8.       | Anna Cox-Wood Denise Cooper Lynda Lehmann Gayle Mayes                                                       | Ausztrália (AUS)        | 1:43,88 |    |
| 9.       | Irina Samoylova Galina Savenko Irina Salomykova-Vaag Olga Tyiscsenko                                        | Egyesített Csapat (EUN) | 1:44,84 |    |